# Funny People
Funny People är en amerikansk dramakomedifilm från 2009 i regi av Judd Apatow. I huvudrollerna syns bland andra Adam Sandler och Seth Rogen.

## Handling
George Simmons är en framgångsrik komiker. Han är även en stor förebild för amatörkomiker som inte lyckats särskilt vidare i karriären. Han har gjort flera succéfilmer och får ofta skriva autografer. Han bor i en lyxvilla och har råd att köpa vad han vill. Han lever ett drömliv - ända fram tills den dagen han drabbas av leukemi. När George inser att hans chanser att överleva sjukdomen endast är 8 % tänker han över sitt liv på allvar. Han kontaktar all släkt och all vänner han inte haft kontakt med på flera år för att be om ursäkt för den han varit. Han kontaktar även sitt ex och berättar om sjukdomen.
Hans karriär tar också en rejäl vändning. En kväll när George uppträtt, märker Ira Wright, en amatörkomiker som ska uppträda efter George, att det är något fel på George. Han levererar inte och han är inte alls lika rolig som förr. Ira bestämmer sig för att gå fram till George efter föreställningen. Det visar sig att George vill att Ira och hans vän, Leo Koeing, ska skriva Georges skämt i kommande standup-föreställningar. Ira inser vilken chans det är och säger därför inget till Leo. Ira ljuger för Leo och säger att George enbart älskade hans skämt - Ira ljuger även för George och säger att Leo aldrig skulle kunna tänka sig att jobba med George efter vad han såg den kvällen.
George blir bästa vän med Ira, och tidigt berättar han för Ira om sjukdomen. Ira lovar att inget säga till någon, och stöttar honom i dystra som glada stunder.

## Rollista (i urval)
| Adam Sandler      | – George Simmons      |
| Seth Rogen        | – Ira Wright          |
| Leslie Mann       | – Laura               |
| Jonah Hill        | – Leo Koeing          |
| Jason Schwartzman | – Mark Taylor Jackson |
| Aubrey Plaza      | – Daisy Danby         |
| Maude Apatow      | – Mable               |
| Eric Bana         | – Clarke              |
| RZA               | – Chuck               |
| Aziz Ansari       | – Randy               |